# Prosto zrakom ptica leti
Pjesma Hrvata je davorija Dimitrije Demetera: dio je poeme Grobničko polje napisane 1842. godine u povodu 600. obljetnice bitke na Grobničkom polju i pobjede Hrvata nad Mongolima. Za razliku od ostatka poeme, koja je pisana desetercima i dvanaestercima, ova je davorija pisana osmercima. Demeterove je stihove uglazbio Vatroslav Lisinski. Pjesma je i u doba hrvatskoga narodnoga preporoda bila vrlo popularna, a danas je poznatija po prvom stihu »Prosto zrakom ptica leti«.

## Tekst pjesme
Prosto zrakom ptica leti,

Prosto gore zvijer prolazi,

A ja da se lancim speti

Dam tuđincu da me gazi?

Tko ne voli umrijet prije,

U tom naša krv ne vrije!

Znam da moji pradjedovi

Cijelim svijetom gospođahu;

A ja jezik da njihovi

U robskome tajim strahu?

Tko ne voli umrijet prije,

U tom naša krv ne vriije!

Sam ću ubit mog jedinca,

Nož u srce rinut žene;

Neg da vidim od tuđinca

Slobode mi porušene.

Tko to izvest gotov nije,

U tom naša krv ne vrije!

Sâm ću palit krov nad glavom,

Pripravit si grob gorući;

Neg' da tuđin mojim pravom

U mojoj se bani kući.

Tko to izvest gotov nije,

U tom naša krv ne vrije!

## Vanjske poveznice

### Sestrinski projekti
|  | Wikizvor ima izvorni tekst Prosto zrakom |